# Javor
Javor é uma comuna checa localizada na região de Plzeň, distrito de Klatovy.